# Anthony William Bulloch
Anthony William Bulloch (* 26. August 1942 in London; † 26. Mai 2014 in Oakland) war ein britischer Altphilologe.

## Leben
Er besuchte die University College School in London und das King’s College (Cambridge), wo er sich als Student und Doktorand in Classics auszeichnete und den B.A. (1964), M. A. (1968) und Ph.D. (1971) erhielt. Er studierte auch an der British School at Rome und an der Universität Freiburg im Breisgau. Er begann seine Lehrkarriere als Fellow des King’s College und Mitglied der Cambridge University Classics Faculty. 1976 zog er für sein erstes Jahr als Dozent an die University of California, Berkeley, dann als Assistenzprofessor für classics. 1979 folgte die Beförderung zum Tenure und 1986 zum Full Professor.
Sein Forschungsschwerpunkt war die hellenistische Literatur und Kultur, insbesondere Kallimachos.

## Schriften (Auswahl)
- als Herausgeber: Callimachus: The Fifth Hymn. Cambridge 1985, ISBN 0-521-26495-2.
- Hellenistic Poetry, in: The Cambridge History of Classical Literature. I: Greek Literature. Edited by Patricia Elizabeth Easterling and Bernard MacGregor Walker Knox. Cambridge UP, Cambridge 1985, Ss. 541–621.
- als Herausgeber mit Erich S. Gruen, Anthony A. Long und Andrew Stewart: Images and ideologies. Self-definition in the Hellenistic world. Papers presented at a conference held Apr. 7–9, 1988, at the University of California at Berkeley. Berkeley 1993, ISBN 0-520-07526-9.